# HD 7924 b

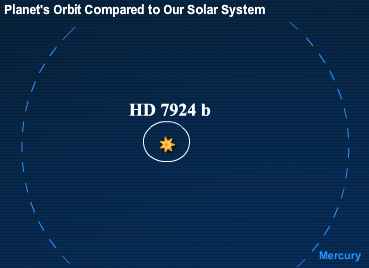

HD 7924 b는 카시오페이아자리 방향으로 지구로부터 약 54 광년 떨어진 곳에 있는 항성 HD 7924 주위를 도는, 외계 행성이다. 어머니 항성은 7등급으로 빛나는 K형 주계열성이다. 2009년 1월 28일 발견되었다. 최소 질량은 지구의 9.2배이며 항성을 129.5시간에 1회 도므로, 슈퍼지구 또는 뜨거운 해왕성일 가능성이 제기되고 있다. 항성으로부터는 약 850만 킬로미터 떨어져 있다(슈퍼지구는 2005년 이래 매년 꾸준히 발견되고 있다). 만약 실제 질량이 최솟값보다 훨씬 더 클 경우 가스 행성, 그보다 작을 경우 암석 행성일 가능성이 있다.

## 참고 문헌
- (영어) Howard 연구진 (2009년 1월). “The NASA-UC Eta-Earth Program: I. A Super-Earth Orbiting HD 7924”. 《The Astrophysical Journal》 (요약). arXiv:0901.4394.